# Sint-Niklaaskerk (Veurne)
De Sint-Niklaaskerk is een kerk in de Belgische stad Veurne. Het is de kerk van de rooms-katholieke Sint-Niklaasparochie, de parochie van Veurne-Centrum.

## Geschiedenis
Het exacte tijdstip van de stichting van de Sint-Niklaaskerk is niet gekend maar ze bestond met zekerheid in het begin van de 12e eeuw gezien Jan van Waasten, bisschop van Terwaan, haar afstond aan de nieuwe door hem gestichte Sint-Niklaasabdij. De kerk deed dienst als parochiekerk en werd tot aan de opheffing van de abdij bediend door een monnik van de abdij. Daarna werd het een decanale kerk voor de dekenij Veurne.
De zware westtoren is 48 meter hoog en is gebouwd naar een typisch schema van de kuststreek. De toren had oorspronkelijk nog een stenen spits. In de jaren 1843 en volgende kreeg de toren een nieuwe bakstenen spits, die echter in 1866 weer moest worden afgebroken. Met de restauratie van 1891-1892 werd de torenspits niet opnieuw opgebouwd, maar bleef de afgeknotte vorm behouden.
De oudste klok van Veurne, "'t Bommetje" genoemd, is uit 1379 en maakt deel uit van die beiaard.
Van de oorspronkelijke kerk bestaat er niets meer op het benedendeel van de toren aan de westkant na. In dit oude portaal ziet men in het midden boven Christus geflankeerd door de maagd Maria en de apostel Johannes. De oudste vermeldingen in de gemeenterekeningen dateren van 1439 betreffen renovatiewerken aan de toren. In 1494 werd het bestaande gebouw volledig afgebroken en herbouwd met driebeukig ship van vijf traveeën. Het metselwerk was voltooid in 1495, het houten gewelf in 1496, het schaliedak in 1497 de glasramen in 1498. In 1775 werd het middenkoor naar het oosten toe verlengd en in 1877 verhoogd.
In de kerk staat een witmarmeren beeld van Sint-Nicolaas, gemaakt door Philippe Parmentier. Dit is een van de gevolgen van de renovaties aan het interieur van begin 19e eeuw.
De interieur renovatie van eind 19e eeuw had voor gevolg dat er negen altaren in de kerk werden verwijderd evenals de meeste beelden. Midden 19e eeuw waren de meeste muren nog beschilderd, foto's van heel hoge kwaliteit hiervan zijn te vinden op het portaal BALaT van KIK-IRPA (zie ook externe links).

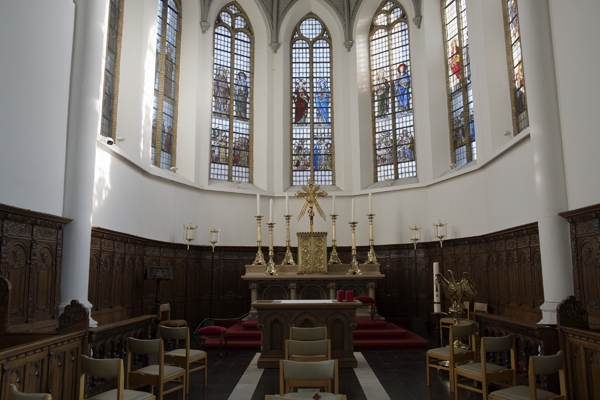
Koor

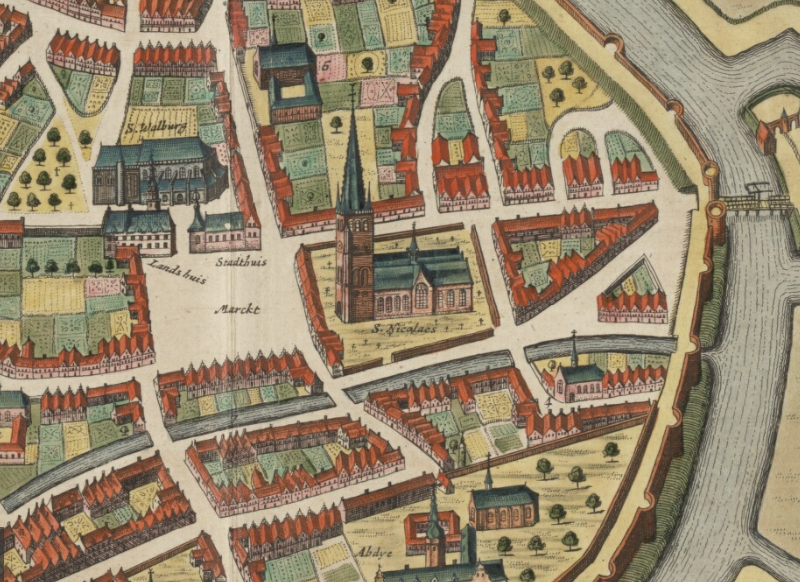
De Sint-Niklaaskerk in de eerste helft van de 17e eeuw (afbeelding uit Flandria Illustrata - 1641)

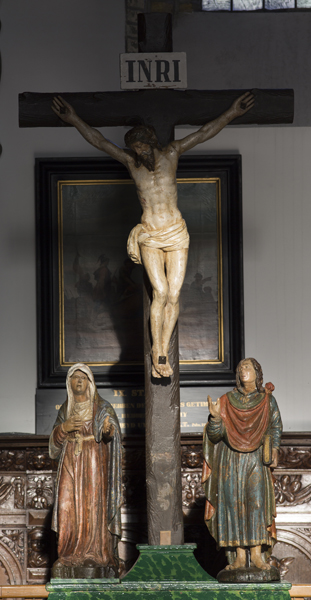
Calvarie: Jezus geflankeerd door Maria en Johannes
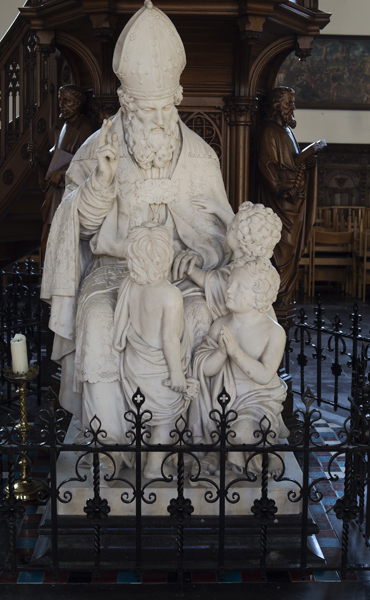
Sint Nicolaas
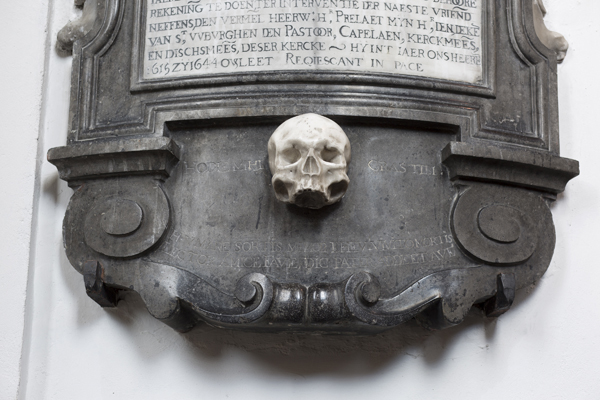
Epitaaf van Ian Destrompes en Iossyne Dedoys